# クル・バハドゥール・グルング
クル・バハドゥール・グルン（ネパール語: कुल बहादुर गुरुङ, Kul Bahadur Gurung、1935年 - ）はネパールの政治家。制憲議会議員。前制憲議会暫定議長。ネパール会議派の3人の総書記の一人。文部大臣等を歴任。
2008年4月10日の制憲議会選挙ではイラーム郡第3選挙区から立候補し、16286票を獲得して当選。グルンは73歳。小選挙区で当選した中では最高齢。